# Rudolf Wyss
Rudolf Wyss (Günsberg, 24 mei 1932 - Solothurn, 28 september 2007) was een Zwitsers componist, dirigent, muziekpedagoog, trompettist en muziekuitgever.

## Levensloop
Wyss werd als derde zoon van een kleermaker in Günsberg op een boerderij geboren. Op 14-jarige leeftijd kreeg hij een opleiding als machinetekenaar bij de Truninger AG in Solothurn. In dit bedrijf bleef hij tot hij met pensioen ging. Met zijn echtgenote en zijn drie kinderen leeft hij in Günsberg. Zijn hart behoorde sinds hij een klein jongetje was de muziek. Het eerste instrument was het accordeon, dat hij vanaf zijn negende levensjaar bespeelde. Van 1952 tot 1962 was hij als accordeonleraar bezig in het district Bucheggberg.  
Zijn eerste contact met de blaasmuziek kreeg hij thuis bij zijn vader, die Es-cornettist van de Musikverein Günsberg was. Na cursussen flügelhoorn kon hij trompet gaan studeren op de militaire Trompeter-Rekrutenschule in Aarau bij Walter Spieler. Aansluitend deed hij studies voor HaFa-directie. Hij werd dirigent van de Musikgesellschaft Etziken, Musikgesellschaft Günsberg, Musikgesellschaft Niederbipp, Stadtmusik "Konkordia" Grenchen en Musikgesellschaft Langendorf. Als docent en leraar engageerde hij zich in de Berner- en de Solothurner Kantonal-Musikverband. Als jurylid werd hij bij talrijke kantonnale en bondsmuziekfeesten beroepen. 
Als componist is hij meestal autodidact en heeft zich ingezet voor blaasmuziek van eigen boden, verbonden met en gebaseerd op de Zwitserse cultuur. Voor de verbreiding van zijn werken stichtte hij in 1962 een eigen muziekuitgeverij. Hij heeft ook eigen methodes voor de opleiding van blazers en dirigenten uitgegeven. In 1985 werd hij onderscheiden met een Anerkennungspreis van de regeringsraad van het kanton Solothurn, in 1989 met de Stephan Jäeggi-Preis en in 2004 met de Gouden vioolsleutel.

## Composities

### Werken voor harmonieorkest
- 2005 Stadt Grenchen
- Bellavista
- Bundesrat-Ritschard-Marsch
- Bundesrat-Villiger-Marsch
- David, foxtrot
- De kapitein mars (voor het Eidgenössische Musikfest in Winterthur)
- Estheriella, wals
- Gruss an Dornach
- Gruss an Falkenstein
- Melina-wals
- Milleniums-Klänge
- Niederbipp
- Palma Nova
- Sarah Tango
- Schloss Waldegg
- Vera-wals
- Wengistadt